# قره بالتا
قره بالتا (بالقيرغيزية: Кара-Балта)‏، (باللاتينية: Qara-Balta) (بالعربية: قره بالتا) وتعني الترجمة الحرفية لها الفأس السوداء، هي مدينة وبلدية تقع على نهر قره بالتا، في منطقة تشوي، قيرغيزستان، وهي عاصمة عاصمة مقاطعة جايل. تأسست في عام 1825م في عهد خانات قوقند، وحصلت على وضع المدينة في عام 1975 إبان حكم السوفييت لها. بلغ عدد سكان المدينة رسميًا 37،834 نسمة في تعداد عام 2009. كما بلغ عدد سكان البلدية 54،200 نسمة حسب التعداد السكاني السوفيتي لعام 1989.
تقع كارا بالتا على السفوح الشمالية لسلسلة جبال قيرغيز ألا تو سلسلة جبال قيرغيز ألاتو [الإنجليزية]، في الجزء الغربي من منطقة تشوي، على بعد 62 كيلومترًا غربي العاصمة بيشكيك. مناخها معتدل عموما، وتضاريسها منبسطة ذات انحدار طفيف من الجنوب إلى الشمال.